# Андреевское сельское поселение (Судогодский район)
Андреевское сельское поселение — муниципальное образование в Судогодском муниципальном районе Владимирской области России.
Административный центр — посёлок Андреево.

## География
Территория сельского поселения расположена к востоку от Судогды.

## История
Андреевское сельское поселение образовано 13 мая 2005 года в соответствии с Законом Владимирской области № 60-ОЗ. В его состав вошли территории посёлков Андреево и Красный Богатырь и бывшего Ликинского сельсовета.

## Население
| 2010  | 2011  | 2012  | 2013  | 2014  | 2015  | 2016  | 2017  | 2018  |
| ----- | ----- | ----- | ----- | ----- | ----- | ----- | ----- | ----- |
| 7501  | ↘7480 | ↘7422 | ↘7301 | ↘7192 | ↘7055 | ↘6951 | ↘6901 | ↘6863 |
| 2019  | 2020  | 2021  |       |       |       |       |       |       |
| ↘6772 | ↘6603 | ↗6892 |       |       |       |       |       |       |

## Состав сельского поселения
В состав поселения входят 14 населённых пунктов:
| №  | Населённый пункт | Тип населённого пункта          | Население |
| -- | ---------------- | ------------------------------- | --------- |
| 1  | Андреево         | посёлок, административный центр | ↘3470     |
| 2  | Бахтино          | деревня                         | ↗17       |
| 3  | Болотский        | посёлок                         | ↘551      |
| 4  | Большая Козловка | деревня                         | ↗9        |
| 5  | Брыкино          | деревня                         | ↗34       |
| 6  | Васильево        | деревня                         | ↗11       |
| 7  | Картмазово       | село                            | ↘138      |
| 8  | Красный Богатырь | посёлок                         | ↘930      |
| 9  | Ликино           | село                            | ↗779      |
| 10 | Мостищи          | деревня                         | ↗9        |
| 11 | Непейцыно        | деревня                         | ↘15       |
| 12 | Новая            | деревня                         | ↘248      |
| 13 | Преображенский   | хутор                           | →0        |
| 14 | Старое Кубаево   | деревня                         | ↘0        |
| 15 | Тюрмеровка       | посёлок                         | ↘633      |
| 16 | Языково          | село                            | →48       |

## Транспорт
В отдалении от сельского поселения на 30 км. проходит железнодорожная линия Ковров — Муром.

## Экономика
В посёлке Андреево есть Судогодское карьероуправление. В посёлке Красный Богатырь расположен стекольный завод «Богатырь», остались руины, завод обанкротился.